# Montagny-Sainte-Félicité
Montagny-Sainte-Félicité és un municipi francès, situat al departament de l'Oise i a la regió dels Alts de França. L'any 2007 tenia 417 habitants.

## Demografia

### Població
El 2007 la població de fet de Montagny-Sainte-Félicité era de 417 persones. Hi havia 154 famílies de les quals 32 eren unipersonals (8 homes vivint sols i 24 dones vivint soles), 57 parelles sense fills, 57 parelles amb fills i 8 famílies monoparentals amb fills.
La població ha evolucionat segons el següent gràfic:
Habitants censats

### Habitatges
El 2007 hi havia 177 habitatges, 166 eren l'habitatge principal de la família, 6 eren segones residències i 5 estaven desocupats. 166 eren cases i 10 eren apartaments. Dels 166 habitatges principals, 132 estaven ocupats pels seus propietaris, 29 estaven llogats i ocupats pels llogaters i 6 estaven cedits a títol gratuït; 1 tenia una cambra, 9 en tenien dues, 22 en tenien tres, 34 en tenien quatre i 100 en tenien cinc o més. 144 habitatges disposaven pel capbaix d'una plaça de pàrquing. A 71 habitatges hi havia un automòbil i a 84 n'hi havia dos o més.

### Piràmide de població
La piràmide de població per edats i sexe el 2009 era:
| Homes | Edats   | Dones |
| ----- | ------- | ----- |
| 0     | 95 o +  | 0     |
| 0     | 90 a 94 | 0     |
| 0     | 85 a 89 | 4     |
| 8     | 80 a 84 | 0     |
| 4     | 75 a 79 | 16    |
| 0     | 70 a 74 | 8     |
| 12    | 65 a 69 | 4     |
| 4     | 60 a 64 | 20    |
| 8     | 55 a 59 | 8     |
| 20    | 50 a 54 | 12    |
| 12    | 45 a 49 | 16    |
| 28    | 40 a 44 | 20    |
| 8     | 35 a 39 | 24    |
| 12    | 30 a 34 | 16    |
| 16    | 25 a 29 | 4     |
| 8     | 20 a 24 | 16    |
| 16    | 15 a 19 | 24    |
| 12    | 10 a 14 | 12    |
| 8     | 5 a 9   | 16    |
| 16    | 0 a 4   | 8     |

## Economia
El 2007 la població en edat de treballar era de 295 persones, 220 eren actives i 75 eren inactives. De les 220 persones actives 202 estaven ocupades (102 homes i 100 dones) i 18 estaven aturades (6 homes i 12 dones). De les 75 persones inactives 29 estaven jubilades, 27 estaven estudiant i 19 estaven classificades com a «altres inactius».

### Ingressos
El 2009 a Montagny-Sainte-Félicité hi havia 155 unitats fiscals que integraven 418 persones, la mediana anual d'ingressos fiscals per persona era de 22.594 €.

### Activitats econòmiques
Dels 12 establiments que hi havia el 2007, 4 eren d'empreses de construcció, 2 d'empreses de comerç i reparació d'automòbils, 1 d'una empresa d'informació i comunicació, 3 d'empreses immobiliàries, 1 d'una empresa de serveis i 1 d'una empresa classificada com a «altres activitats de serveis».
Dels 5 establiments de servei als particulars que hi havia el 2009, 1 era un paleta, 1 fusteria, 2 lampisteries i 1 agència immobiliària.
L'any 2000 a Montagny-Sainte-Félicité hi havia 6 explotacions agrícoles.

## Equipaments sanitaris i escolars
El 2009 hi havia una escola elemental integrada dins d'un grup escolar amb les comunes properes formant una escola dispersa.

## Poblacions més properes
El següent diagrama mostra les poblacions més properes.